# Lasse Holm

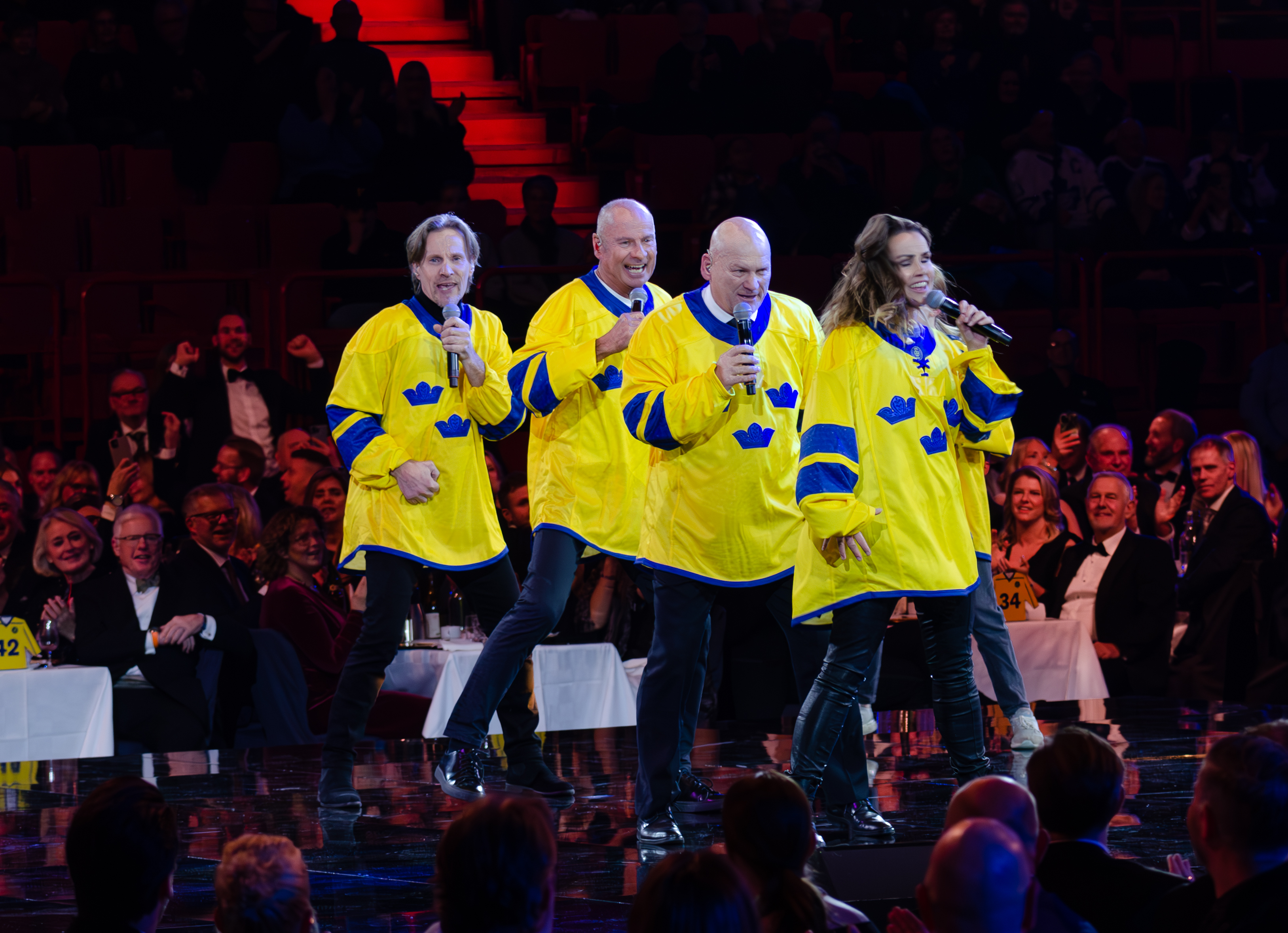
Lasse Holm och Håkan Södergren, Magnus Bäcklund och Linda Bengtzing sjunger den klassiska hockeylåten Nu tar vi dom i Avicii arena vid Svenska ishockeyförbundets 100-årsjubileum den 17 november 2022. I publiken syns bland annat Ulf "Lill-Pröjsarn" Nilsson.

Lars-Eric Gustav "Lasse" Holm, född 9 december 1943 i Johannes församling i Stockholm, är en svensk kompositör, textförfattare, sångare och programledare. 
Lasse Holm medverkade under 1960-talet i pop- och rockgrupperna Doug and the Millsmen, The Spacemen och The Moonlighters (i sistnämnda gruppen under pseudonymen Larry Moon). Under 1980-talet var Holm medlem i Chips samt Rankarna, som uppträdde med Mats Rådberg. Han fick en stor hit på Svensktoppen under sitt eget namn med låten "Cannelloni, Macaroni (Pizzeria Fantasia)". Holm har framförallt gjort sig känd som låtskrivare till den svenska Melodifestivalen, till vilken han, ensam eller tillsammans med andra, skrivit 18 bidrag. För fyra av dessa har han framträtt som sångare i tävlingen. Som låtskrivare har han vunnit tävlingen fem gånger.

## Biografi
Lasse Holm växte upp i Stockholm tillsammans med föräldrarna och systern Gunvor. Fadern Gustav arbetade som säljare av fartygsfärger. Fadern ville att han skulle arbeta "inom näringslivet" och motsatte sig satsningen på musiken. Hemmet lyssnade på klassisk musik där hans mor gillade Mozart och fadern Beethoven. Lasse Holms musikkarriär började när han som barn sattes i pianolektioner och som 10-åring fick en trumpet i julklapp. Han upptäckte sedan rock'n'rollen och startade ett kvartersband. Han spelade sedan i bandet Doug and the Millsmen som 1959 uppträdde på Nalen. Lasse Holm spelade då gitarr i bandet på en Hagströmgitarr som han finansierade genom att jobba på posten på loven. Doug and the Millsmen upplöstes och Holm bildade nu bandet Moonlighters som låg på skivbolaget Sonet. Sonet valde att lansera Lasse Holm som soloartist under artistnamnet Larry Moon. 1967 reste bandet till Mexiko och gjorde en turné som Holm i sina memoarer beskriver som en succé. 
1970 grundade Holm tillsammans med Lennart Carlsmyr KMH-studion på Hornsgatan i Stockholm. Leif Malmborg gick in som delägare. 1971 började samarbetet med Bert Karlsson som bland annat lät spela in Schytts hitlåt "Aj, aj, aj (det bultar och det bankar)" i KMH-studion. Bert Karlsson erbjöd sedan Holm jobb 1976 och han kom att arbeta tillsammans med Torgny Söderberg. År 1976 slutade Holm att spela i Moonlighters som ett halvt år senare lades ned. 1977 började Holm spela i Rankarna och han hade då redan haft hiten "Den vita duvan" med Mats Rådberg 1975. Sin första hit på Svensktoppen hade Holm fått 1974 med "En stilla sång" med Anna-Lena Löfgren.
År 1978 deltog Holm för första gången i Melodifestivalen tillsammans med Kikki Danielsson och Wizex. Låten "Miss Decibel" kom tvåa efter en extra omröstning som vanns av Björn Skifs "Det blir alltid värre framåt natten". Efter framgången satsade Lasse Holm helt på schlagern som visade sig vara en bra inkomstkälla. 1980 deltog han som producent för "Växeln hallå" och sedan följde framgångarna med Chips. 1981 fick gruppen, då med namnet Sweets 'n Chips, en hit med "God morgon" och 1982 följde "Dag efter dag". Lasse Holm skrev sedan musiken till Carola Häggkvists stora genombrott "Främling" som vann Melodifestivalen 1983 genom att få maximalt antal poäng. Holm producerade Carolas två första album men valde sedan att lämna samarbetet. De två plattorna som Holm producerade sålde 1,4 miljoner exemplar.
1985 släppte den berömda sovjetiska sångaren Alla Pugatjova det i Sverige engelskspråkiga albumet "Watch Out", som bland annat inkluderade flera låtar skriven av Lasse Holm: "Love Can Hurt", "Song Bird" (texter av Ingela Forsman), "Watch Out" (texter av Lasse Holm) och "Such A Miracle" (texter av Jacob Dahlin).
1986 blev hans "Cannelloni, Macaroni" en landsplåga. Lasse Holm gick till olika pizzerior och läste menyer över italienska maträtter när han skulle skriva texten. 1989 producerade Holm den officiella svenska låten för Ishockey-VM "Nu tar vi dom" med Håkan Södergren. 1990 följde en till sportlåt, "Ciao ciao Italia" för det svenska fotbollslandslaget. Holm har beskrivit 1980-talet som en period av ständig jakt på nästa hitlåt.
1987 grundade Holm tillsammans med Torgny Söderberg musikförlaget CMM och skivbolaget Big Bag Records. Deras samarbete tog slut i slutet av 1990-talet då Holm inte länge ville syssla med musiken i samma utsträckning som tidigare. Holm har även samarbetat mycket med Gert Lengstrand som skrivit många låttexter till Holms låtar. 
Holm har sedan 1990-talet varit TV-programledare i Sikta mot stjärnorna, Melodifestivalen 2000, Pictionary och Diggiloo samt turnerat med showen Diggiloo. År 2015 utkom memoarboken En hel massa Lasse. 2016 uppmärksammades Holm av Max Martin som i sitt tacktal vid utdelningen av Polarpriset lyfte fram Holm som en av sina förebilder.

## Diskografi
- 1974 – "Säg Godmorgon" (med Moonlighters, LP)
- 1986 – "Lasse Holm" (LP)
- 1987 – "Vindarna vänder om" (LP)

## Melodifestivalen

### Vinnare
- 1982 – "Dag efter dag", Chips
- 1983 – "Främling", Carola Häggkvist
- 1985 – "Bra vibrationer", Kikki Danielsson
- 1986 – "E' de' det här du kallar kärlek", Monica Törnell och Lasse Holm
- 1993 – "Eloise", Arvingarna

### Övriga bidrag
- 1978 – "Miss Decibel", Kikki Danielsson och Wizex (andra plats)
- 1980 – "Växeln hallå", Janne Lucas Persson (andra plats)
- 1980 – "Mycke' mycke' mer", Chips (fjärde plats)
- 1981 – "God morgon", Sweets 'n Chips (andra plats)
- 1987 – "Högt över havet", Arja Saijonmaa (andra plats)
- 1988 – "Nästa weekend", Ulf Persson (utan placering)
- 1989 – "Nattens drottning", Haakon Pedersen & Elisabeth Berg (femte plats)
- 1990 – "Varje natt", Lisbet Jagedal (tredje plats)
- 1990 – "Handen på hjärtat", Sofia Källgren (fjärde plats)
- 1995 – "Bo Diddley", Arvingarna (utan placering)
- 1996 – "Du är för alltid en del utav mej", Henrik Åberg (utan placering)
- 2000 – "När jag tänker på i morgon", Friends (andra plats)
- 2012 – "Don't let me down", Lotta Engberg och Christer Sjögren (utslagen i andra chansen)